# 376
376 foi um ano bissexto do século IV que teve início a uma sexta-feira e terminou a um sábado, segundo o Calendário Juliano. As suas letras dominicais foram C e B.
| Ano completo                          |
| ------------------------------------- |
| Ano bissexto com início à sexta-feira |

## Eventos

### Império Romano
- Os visigodos, autorizados pelo imperador Valente, se estabelecem na margem sul do Danúbio.